# Come Fly the Dragon
Pour plus de détails, voir Fiche technique et Distribution.
Come Fly the Dragon (反斗馬騮, Fan dau ma lau) est une comédie d'action hongkongaise co-écrite et réalisée par Eric Tsang et sortie en 1993 à Hong Kong.
Les trois principaux rôles sont tenus par Andy Lau, Tony Leung Chiu-wai et Michael Miu, trois des « Cinq généraux tigres de TVB » des années 1980.
Tourné en cantonais, cette comédie totalise 6 878 943 HK$ au box-office.

## Synopsis
Lee Yan-chak (Frankie Chan (en), un chef de gang taïwanais, a recours à la violence pour éliminer ses concurrents à Taïwan et remporter le plus grand marché de contrebande d'armes d'Asie. Le groupe de passeurs étant puissamment armé, l'armée décide de créer une unité spéciale dans laquelle sont sélectionnés les pilotes de combat Chow Chun-kit (Andy Lau) et Lau Ka-lun (Tony Leung Chiu-wai) pour être formés par le colonel Ng Kit et envoyés sous couverture pour trouver des preuves des crimes de Lee. Mais par la suite, celui-ci prend Chow sous son aile. Entre son devoir et ses relations personnelles, il choisit son devoir et aide l'unité spéciale à s’infiltrer dans la base des truands, tandis que Lee joue le mort et réussit à s’échapper.

## Fiche technique
- Titre original : 反斗馬騮
- Titre international : Come Fly the Dragon
- Réalisation : Eric Tsang
- Scénario : Ng Hong-keung, Lau Tai-muk, Cheung Tat-ming (en) et Yiu Hing-hong
- Photographie : Tom Lau et Ho Yung-ching
- Montage : Wong Chau-kwai
- Musique : Richard Lo
- Production : Keung Leung-kam, Poon Cheung-chuen et Wallace Cheung
- Société de production : Movie Impact
- Société de distribution : Newport Entertainment
- Pays d'origine :  Hong Kong
- Langue originale : cantonais
- Format : couleur
- Genre : comédie et action
- Durée : 94 minutes
- Dates de sortie :
  - Taïwan : 1992
  - Hong Kong : 15 avril 1993

## Distribution
- Andy Lau : Chow Chun-kit
- Tony Leung Chiu-wai : Lau Ka-lun
- Fennie Yuen : Lee Wai-kuen
- Michael Miu : Chiu
- Frankie Chan (en) : Lee Yan-chak
- Shing Fui-on : l'acolyte de Lee Yan-chak
- Norman Chu : le colonel Ng
- Ben Lam : Leung Wai-man
- Lee Chi-hei : Lee Kwok-man
- Chui Sing-yee : Sze Hon
- Choi Chung-chau
- Lam Kai-man
- Tsang Man-cheong
- Chan Yiu-wing
- Chu Kwan-yeung
- Lam Kwong-chun